# Christopher Newport Egyetem
A Christopher Newport Egyetem (CNU) egy állami egyetem a virginiai Newport News városában. 1960-ban alapították és Christopher Newport felfedezőről van elnevezve, aki az első angol gyarmat alapítója volt.

## Története
1960-ban Newport News városa Virginia közreműködésével létrehozta a Christopher Newport College (CNC) egyetemet, ami 1961-ben nyitott meg és a régi John W. Daniel School épületében. Az egyetemet a College of William & Mary kiterjesztéseként hozták létre és olyan programokat ajánlott, ami már egyébként is elérhető volt a régióban. 1964-ben költöztették jelenlegi területére, a 75 holdas (300,000 m2) földre, amit a város megvásárolt és ingyen az egyetemnek adta. Ugyanebben az évben megnyílt az első épület, a Christopher Newport Hall. 1971-ben a CNC egy négy éves egyetem lett, de 1977-es függetlenedéséig a College of William & Mary kiterjesztése maradt. 1992-ben hivatalosan is egyetem megnevezést kapott Anthony R. Santoro rektorsága alatt. 1996-ban kiadtak egy tervezetet, ami versenyképesebbé tette volna az iskolát, többek között az egyetem területének és épületeinek bővítésével, kollégiumok felépítésével és az ajánlott programok és a felvételi folyamat teljes megújításával.

### Elnökök
- H. Wescott Cunningham 1961–1970
- Dr. James C. Windsor 1970–1979
- Dr. John E. Anderson 1979–1987
- Dr. Anthony Santoro 1987–1996
- Paul S. Trible 1996–2022

## Fontos személyek
- William Lamont Strothers: (BA, ’91) NBA-játékos (Portland Trail Blazers, Dallas Mavericks)
- Robin Abbott: (BA, ’98) Virginia 93. körzetének képviselője az állam Delegáltak Házában.
- Michael Caro: (BA ’08) labdarúgó
- Shirley Cooper: (BA ’64) Virginia 96. körzetének képviselője az állam Delegáltak Házában.
- Cassidy Hutchinson: (BA’19) Fehér Házi tanácsadó, Donald Trump kabinetfőnökének, Mark Meadows-nak első számú tanácsadója.
- Gary Hudson: színész, nem végzett.
- Karen Jackson: (BA ’87) Virginia Technológiai minisztere.
- Randall Munroe: (BS ’06) az xkcd készítője.
- Chris Richardson: American Idol-döntős, nem végzett.
- Sam Ruby: (BA ’82) szoftvermérnök.
- Colleen Doran: képregényrajzoló.
- C9 Meteos: (BA c. 2011, nem végzett)
- Michael P. Mullin: (BA ’04) Virginia 93. körzetének képviselője az állam Delegáltak Házában.
- Jesse Pippy: (BA ’04) Virginia 4. körzetének képviselője az állam Delegáltak Házában.
- Melanie Rapp: (BA ’90) Virginia 96. körzetének képviselője az állam Delegáltak Házában.
- Kaitlyn Vincie: (BA ’10) újságíró, sportszakértő.
- Jeion Ward: (BA ’95) Virginia 92. körzetének képviselője az állam Delegáltak Házában.
- Mojo Rawley : (AS ‘05) NFL-játékos (Green Bay Packers és Arizona Cardinals), WWE-szupersztár.
- Noah Green: (BA, ’19) a 2021. áprilisi támadás elkövetője az Egyesült Államok Capitoliuma ellen.[3]

### Tanárok
- Filip Dimitrov, Bulgária miniszterelnöke
- Dr. Jeffrey Bergner, az Amerikai Egyesült Államok Külügyminisztériumának törvényhozási alminisztere

## Galéria
- A Christopher Newport Hall
- A Rappahanock Hall
- 2008 januárjában
- A Mary Brock Forbes Hall, az egyetem egyik tudományos épülete
- A Christopher Newport Hall több ezer diákkal az épület előtt
- Diákok a Potomac River Hall kollégium előtt
- Diákok a tanév első napján, 2018-ban